# Partito Riformatore Tedesco
Il Partito Riformatore Tedesco (in tedesco Deutsche Reformpartei) (DRP) fu un Partito antisemita che operò nell'Impero Tedesco.

## Storia
Fu fondato per la prima volta da Otto Böckel il 20 marzo 1890 con il nome di Partito Popolare Antisemita (AVP). Il partito, come il Partito Sociale Tedesco, era uscito dall'Associazione antisemita tedesca fondata a Kassel nel 1886. Nel 1893 fu ribattezzato Partito Riformatore Tedesco e ne fu eletto presidente Oswald Zimmermann.
Contrariamente agli antisemiti germano-sociali, piuttosto conservatori, di Max Liebermann von Sonnenberg, i "riformatori" seguirono una linea anti-conservatrice e, con lo slogan elettorale "contro Junker ed ebrei", sostennero riforme sociali a favore delle classi inferiori della popolazione. Il giornalista Hellmut von Gerlach: "Uno era una media impresa, l'altro un amico operaio, un aristocratico, l'altro un democratico. Uno di loro ha chiesto una lotta contro gli ebrei e gli Junkers, l'altro ha attraversato un periodo denso e sottile con i grandi latifondisti. Il gruppo si è diviso ad ogni voto".
Il partito aveva i suoi capisaldi nell'Assia con Otto Böckel ed in Sassonia con Oswald Zimmermann e venne votato principalmente nelle regioni rurali da agricoltori e artigiani. Böckel fu eletto al Reichstag già nel 1887 come primo antisemita indipendente. Nel 1890 l'AVP si aggiudica quattro mandati (Böckel, Zimmermann, Pickenbach e Werner). 
Nel 1893, i partiti antisemiti vinsero 16 seggi, di cui 11 al DRP. Nel 1894, il DRP si fuse con i germano-sociali per formare il Partito Riformatore Sociale Tedesco (DSRP). Il declino del movimento di Böckel in Assia indebolì il DRP e rafforzò l'ala germano-sociale. Nel 1895, gli antisemiti particolarmente radicali, Otto Böckel e Hermann Ahlwardt, furono espulsi dal partito a causa della loro posizione anticonservatrice, dopo di che fondarono nuovamente il Partito Popolare Antisemita, che risultò un fallimento. I "riformatori" di Oswald Zimmermann rimasero dapprima nel DSRP fino al 1900, quando il partito si divise nuovamente in germano-sociale e "riformatori". Nel 1914, entrambe le ali si fusero nel Partito Nazionale Tedesco, i cui membri costituirono il nucleo dell'Alleanza per la Protezione e la Difesa del Popolo Tedesco, bandita nel 1922.